# Siem Reap Airways International
 (janvier 2025).

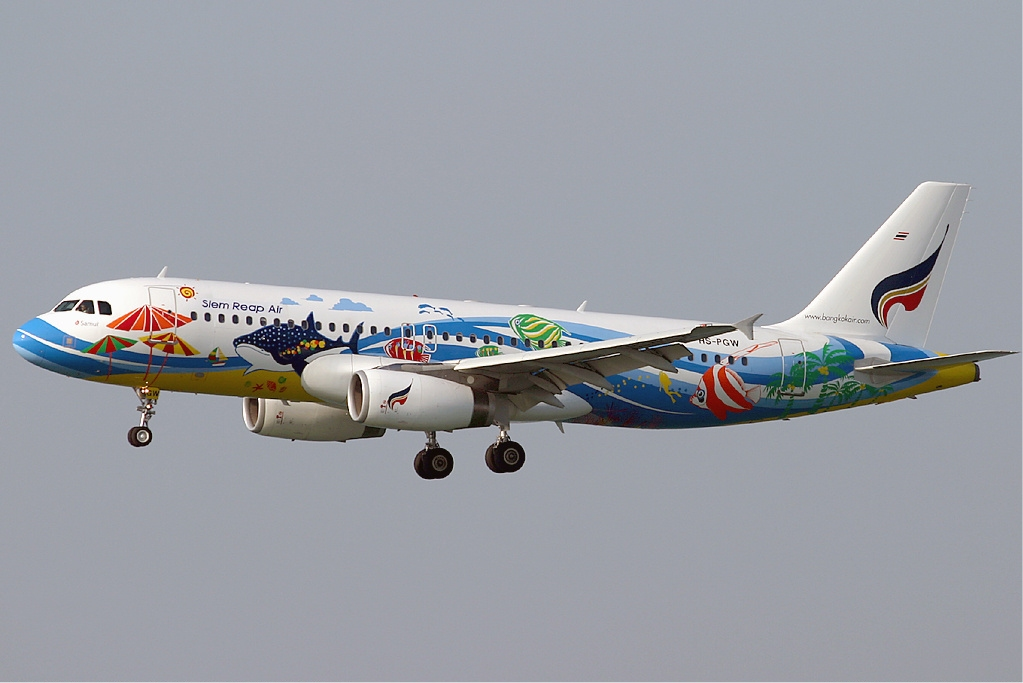
Un Airbus de Siem Reap

La Siem Reap Airways International était une compagnie aérienne cambodgienne effectuant le trajet Phnom Penh-Siem Reap avec deux aller-retours en haute saison et un seul sinon.
Filiale de Bangkok Airways fondée en 2000, elle fut bannie par la Commission européenne et cessa ses opérations le 1er décembre 2008.